# Lactarius blennius
Lactarius blennius (Elias Magnus Fries, 1815 ex Elias Magnus Fries, 1838) este o specie de ciuperci necomestibile din încrengătura Basidiomycota în familia Russulaceae și de genul Lactarius, denumită în popor râșcov verzui sau râșcov mucos. Acest burete destul de răspândit coabitează, fiind un simbiont micoriza (formează micorize pe rădăcinile arborilor). În România, Basarabia și Bucovina de Nord crește în șiruri sau cercuri mari, fără pretenție la sol, în păduri de foioase aproape numai sub fagi, foarte rar de asemenea în simbioză cu carpeni și stejari. Apare de la câmpie la munte, foarte des în regiuni montane, din (iunie) iulie până în octombrie (noiembrie). Epitetul este derivat din cuvântul latin (latină blennus=nebunul, prostul).

## Descriere

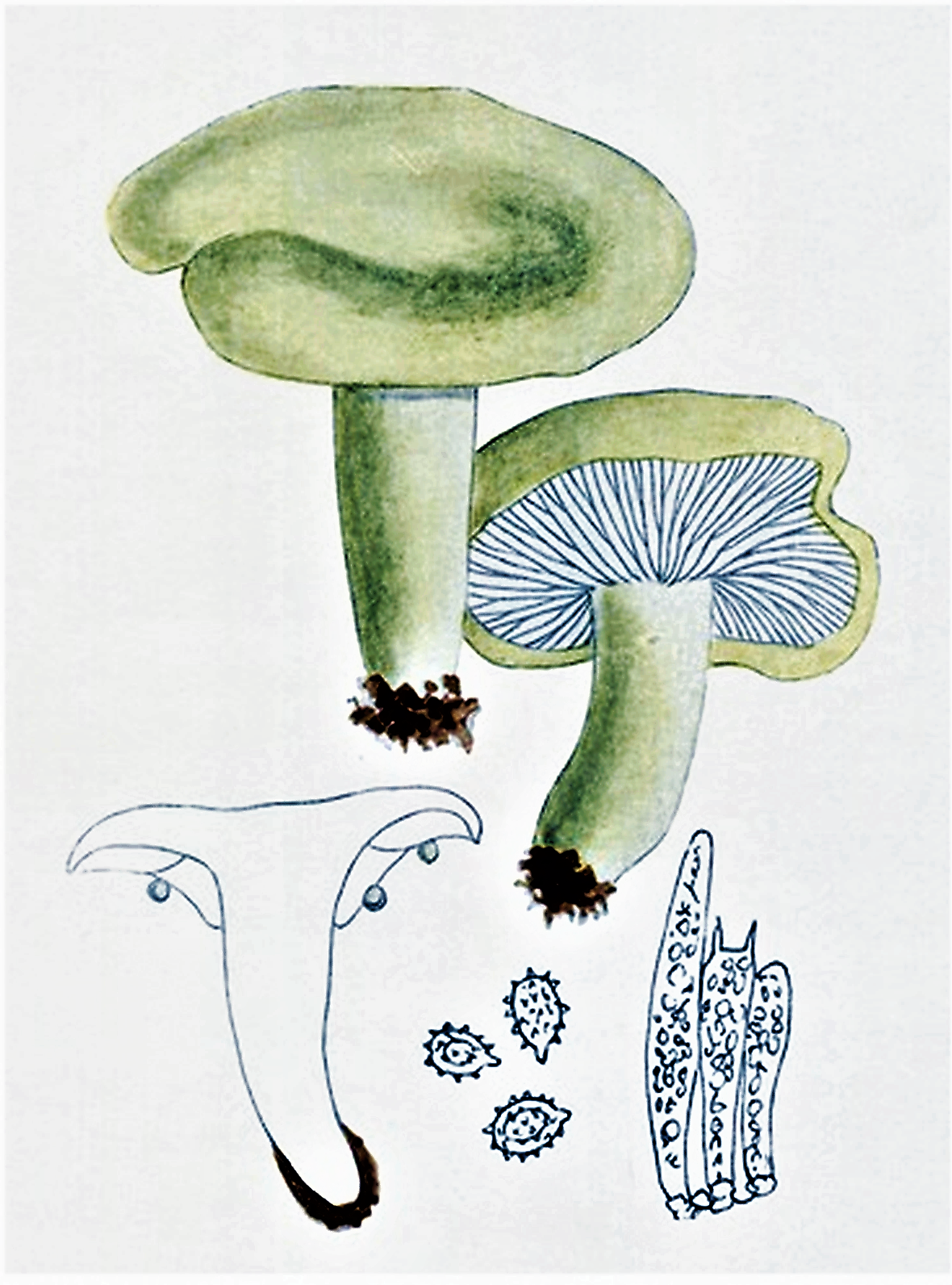
Bres.: Lactarius blennius

- Pălăria: are un diametru de 4–8 (10) cm, este cărnoasă, fragilă, inițial ușor brumată pufos la margine, boltită, pentru timp lung cu marginea răsfrântă spre picior, apoi din ce în ce mai aplatizată, adâncită în centru, nu rar chiar în formă de pâlnie. Cuticula este netedă, unsuros-lipicioasă, pe vreme umedă vâscoasă, formând în special spre margine pete brun închise orânduite concentric. Astfel pare să fie zonară. Coloritul variază mult: de la deschis gri-măsliniu și gri-verzui, peste verde murdar, gri-brun până la brun-verzui.
- Lamelele: sunt subțiri, clar bifurcate, arcuite cu muchii netede care stau foarte înghesuite, fiind inițial mai degrabă aderate larg la picior, lungindu-se în vârstă și devenind slab decurente de-a lungul lui. Coloritul este la început alb, dar schimbă mai târziu spre alb-gălbui, la bătrânețe adesea cu pete mici gri-murdare. La apăsare se colorează gri până gri-măsliniu.
- Piciorul: are o înălțime de 4-7 cm și o lățime de 1-2 cm, este neted, cilindric precum puțin subțiat spre bază, unsuros-lipicios ca pălăria, tânăr plin, apoi împăiat și la bătrânețe gol pe dinăuntru. Suprafața este albicioasă, pătrunsă de nuanțe slab verzuie sau chiar gri-rozalbe, fiind mereu mai deschisă ca cuticula.
- Carnea: este albă fără a se decolora la leziune sau tăiere și destul de cărnoasă. Mirosul este foarte slab fructuos, dar gustul în primul moment acru, devenind după câteva secunde extrem de iute. Iuțirea provine de la alcaloidul unei rășini numită piperină.
- Laptele: este foarte iute și alb care se colorează la aer numai foarte încet gri deschis. Odată uscat, devine palid gri-verzui. [4][5][6]
- Caracteristici microscopice: are spori rotunjori până slab elipsoidali cu o mărime de 6,4-8,3 x 5,1-6,5 microni, ușor amiloizi (ce înseamnă colorabilitatea structurilor tisulare folosind reactivi de iod), hialini (translucizi), suprafața fiind crestat- reticulată, presărată de negi mici de până la 1 µm. Pulberea lor este gălbuie. Basidiile cu 2-4 sterigme fiecare sunt cuneiforme până bulboase și măsoară 35-40 x 7-10 microni. Cistoidele (celule de obicei izbitoare și sterile care pot apărea între basidii și himen, stratul fructifer) sunt fusiforme cu o mărime de 50-60 x 8-11 microni.[8]
- Reacții chimice: Carnea se colorează cu acid azotic precum cu Acid clorhidric după 1-2 ore brun-măsliniu până negricios, cu guaiacol încet gri-lila, ciuperca cu Hidroxid de potasiu imediat galben până la galben de miere pe exterior, iar carnea slab ocru, cu fenol brun-violet și carnea precum lamelele cu tinctură de Guaiacum repede gri-verzui.[9][10]

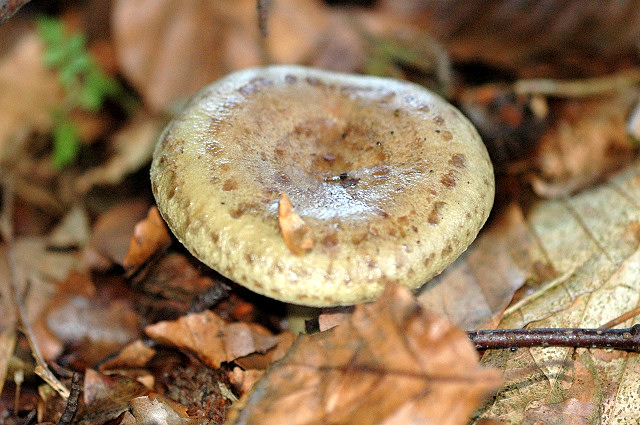
L. blennius, pălărie
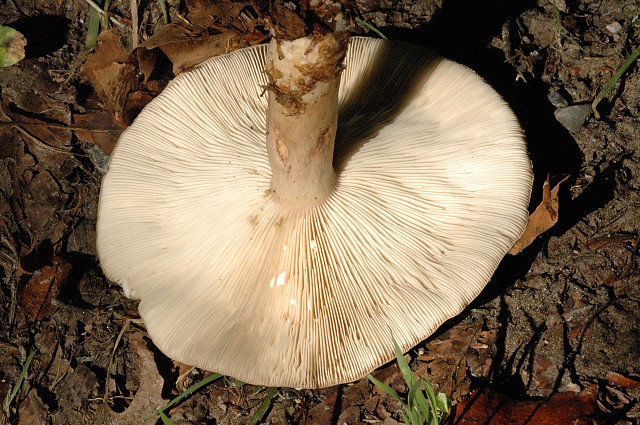
L. blennius: lamele, lapte și picior
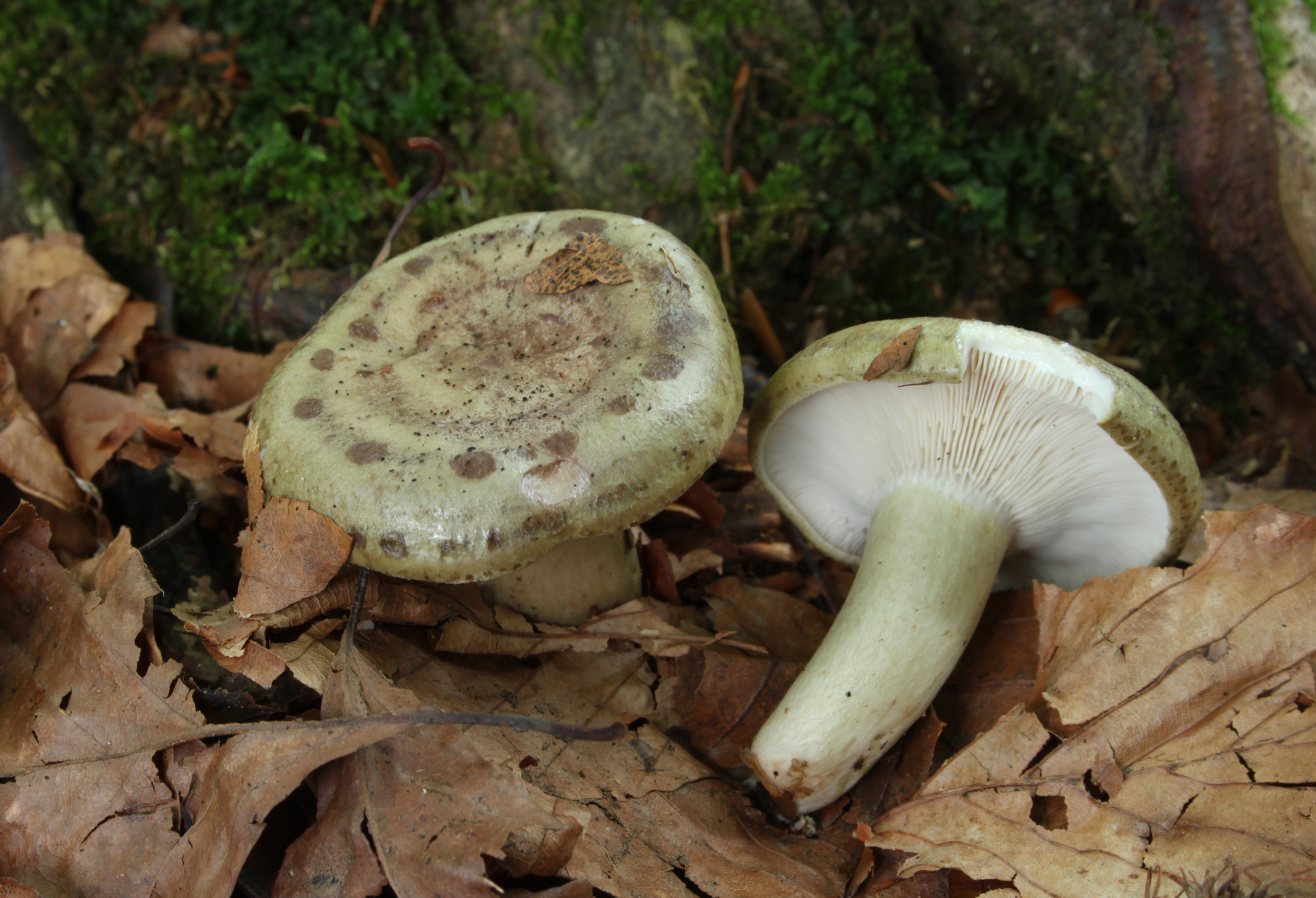
L. blennius mai tinere
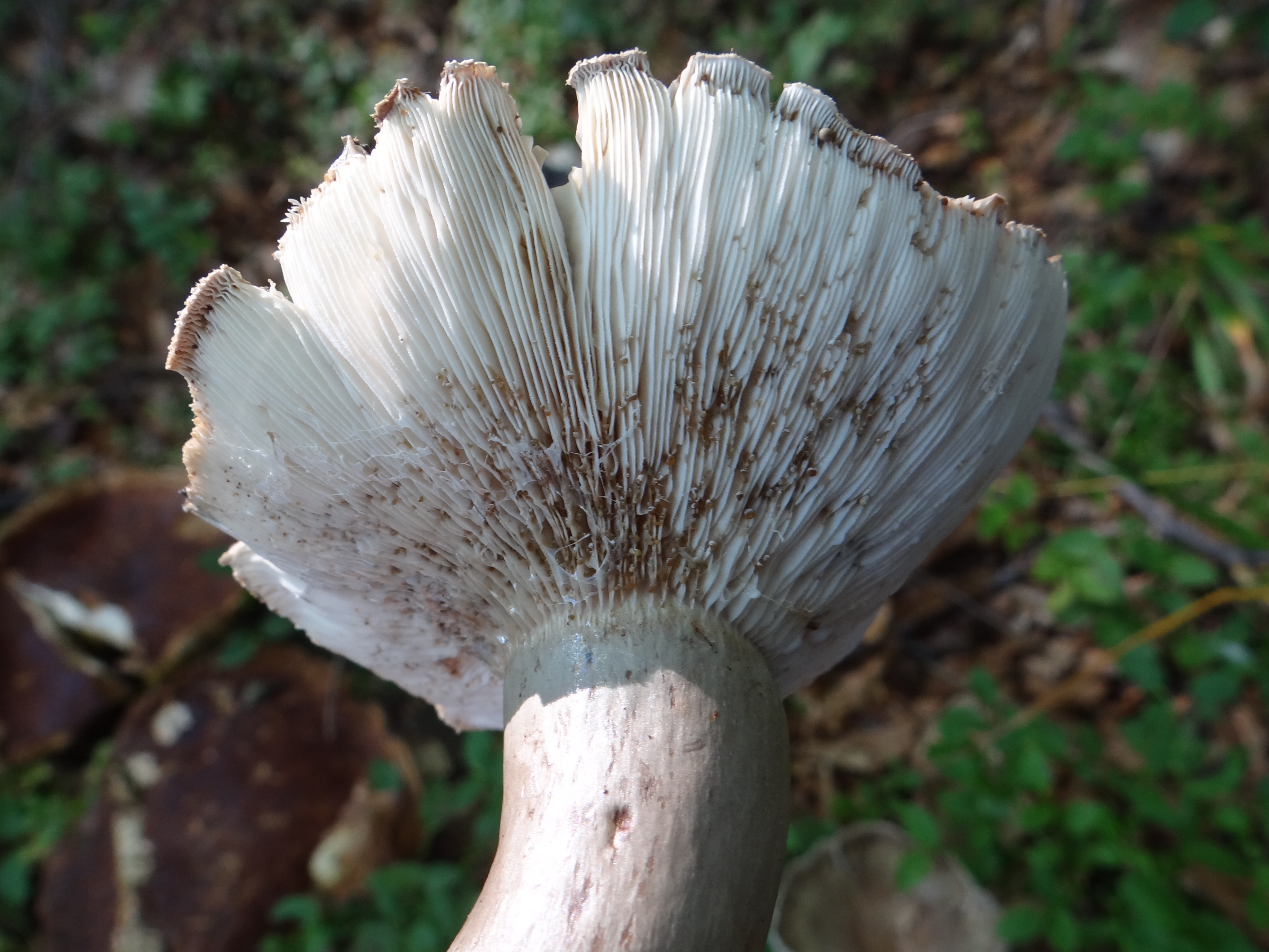
L. blennius bătrân

## Confuzii
Această ciupercă poate fi confundată preponderent cu specii asemănătoare, aproape toate necomestibile sau otrăvitoare, cu toate foarte iute precum cu 2 soiuri comestibile, dar nu prea gustoase. Exemple sunt: Lactarius acris (necomestibil), Lactarius albocarneus (necomestibil), Lactarius azonites )necomestibil), Lactarius circellatus (necomestibil), Lactarius decipiens (necomestibil), Lactarius flexuosus (necomestibil), Lactarius fluens (necomestibil), Lactarius fulvissimus (comestibil), Lactarius glyciosmus (condiționat comestibil), Lactarius mairei (ușor otrăvitor), Lactarius mammosus sin. Lactarius fuscus (necomestibil), Lactarius pubescens (otrăvitor), Lactarius pyrogalus (necomestibil), Lactarius rufus (necomestibil), Lactarius scrobiculatus (otrăvitor), Lactarius turpis (posibil letal), Lactarius uvidus (necomestibil), Lactarius vietus (necomestibil) și Lactarius zonarius (necomestibil).

## Specii asemănătoare în imagini

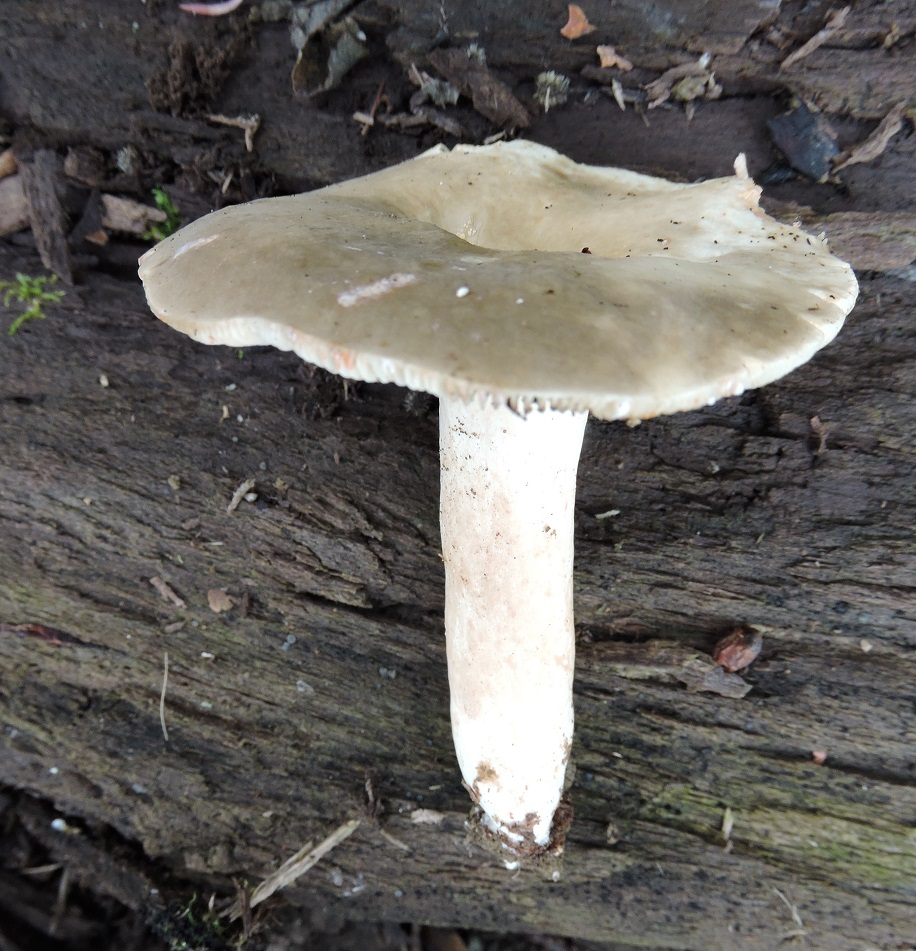
!Lactarius acris!
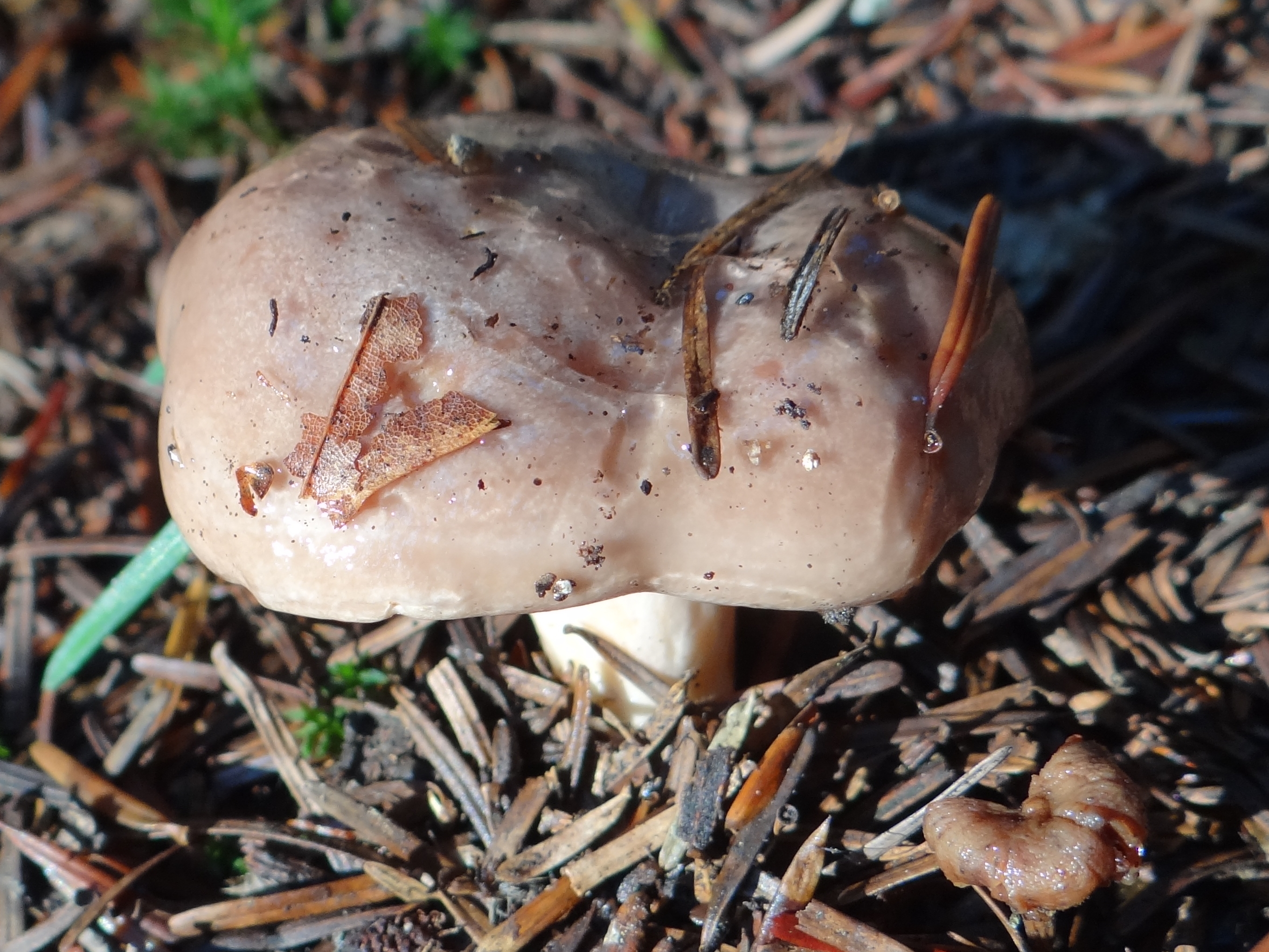
!Lactarius albocarneus!
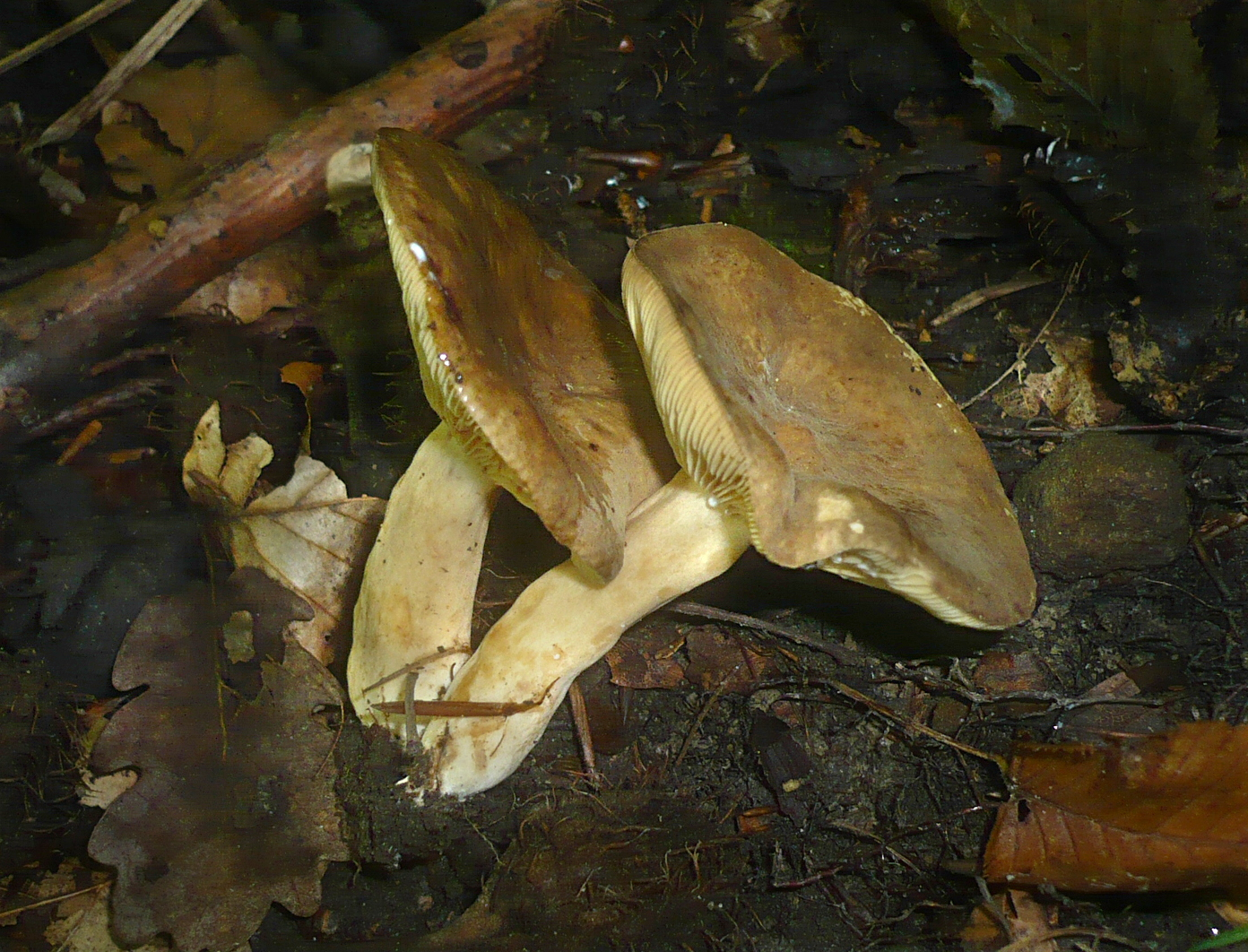
!Lactarius azonites!
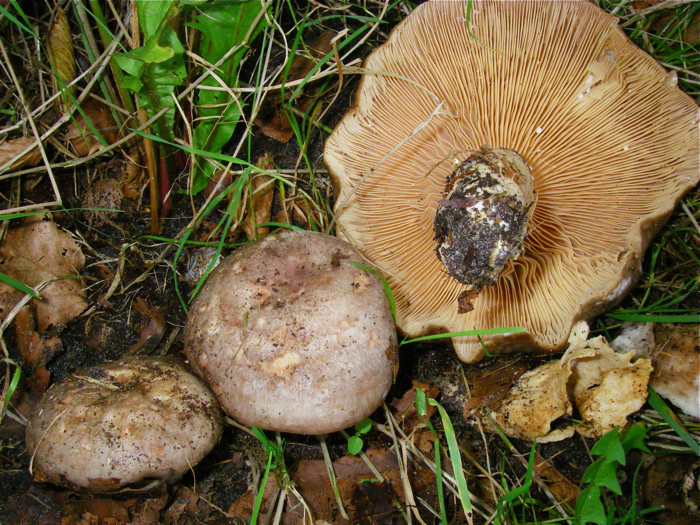
!Lactarius circellatus!
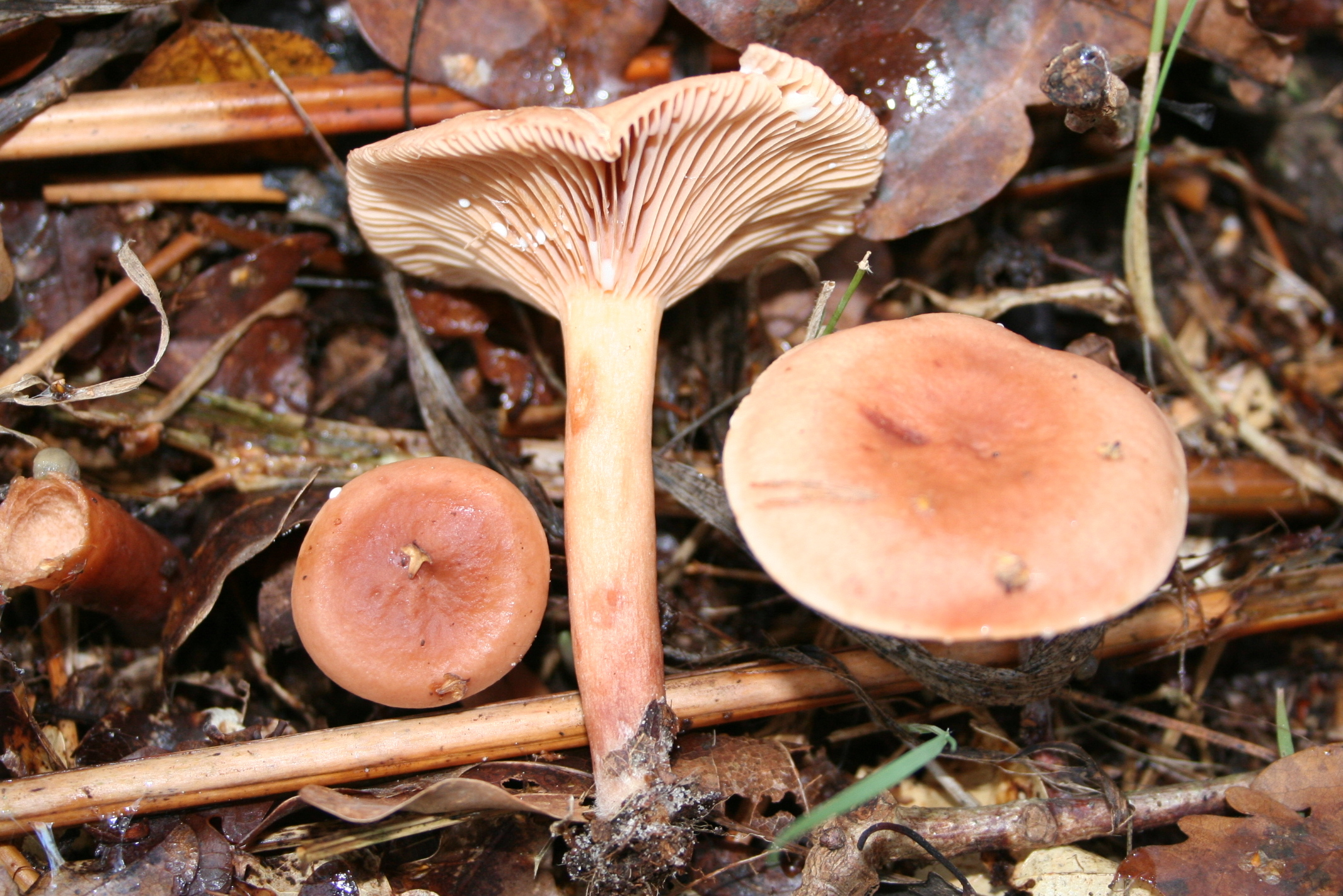
! Lactarius decipiens!
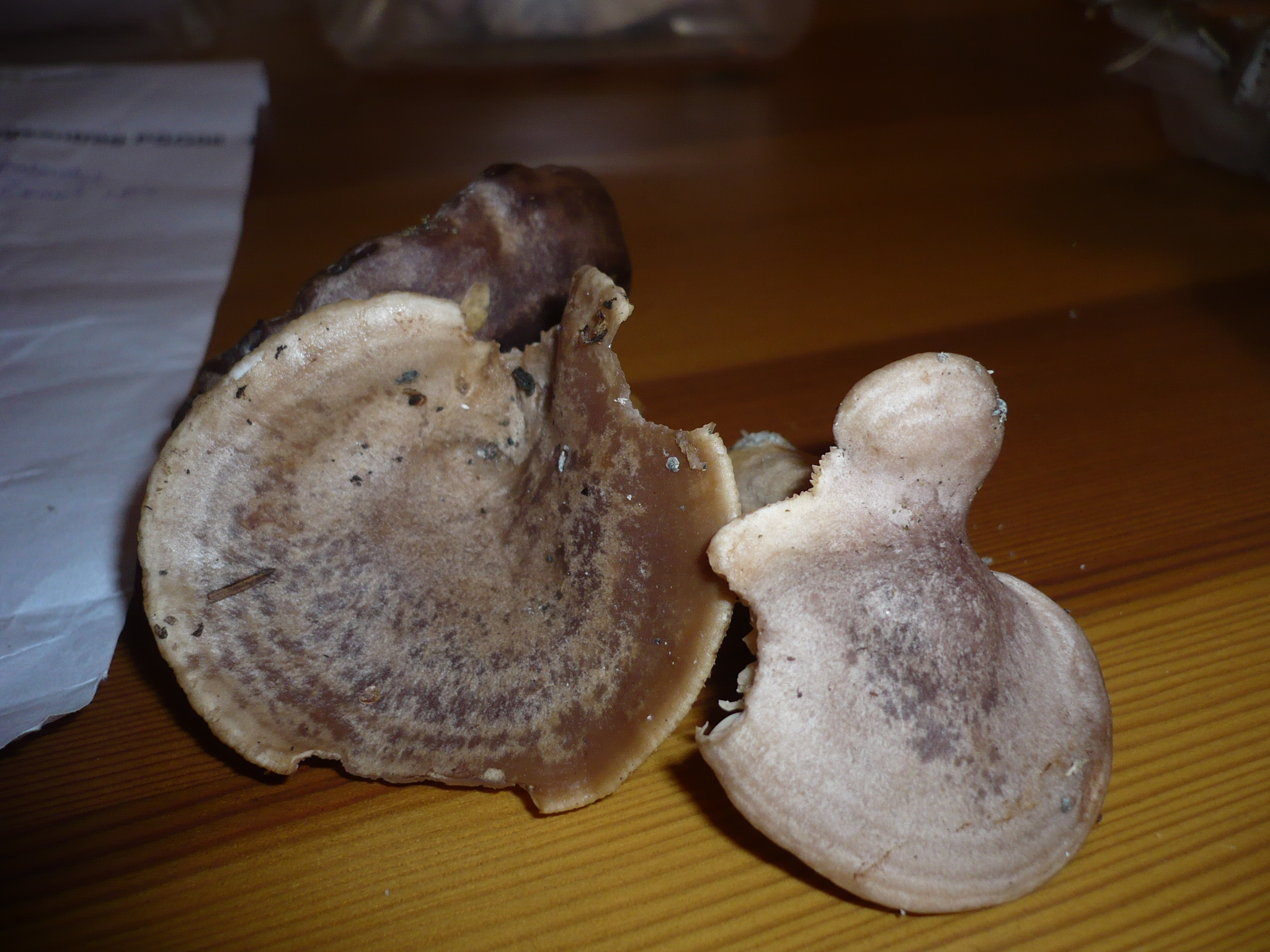
!Lactarius flexuosus!
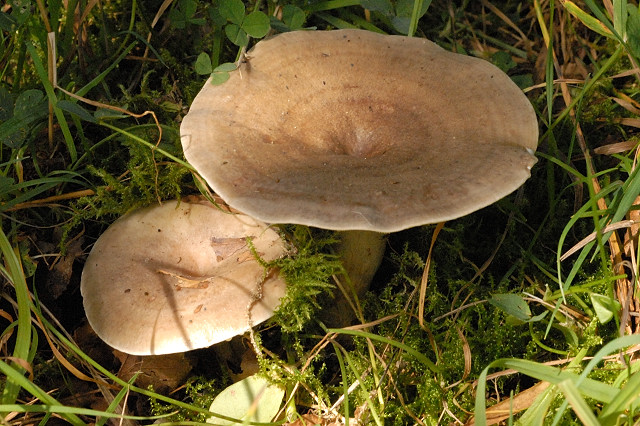
!Lactarius fluens!
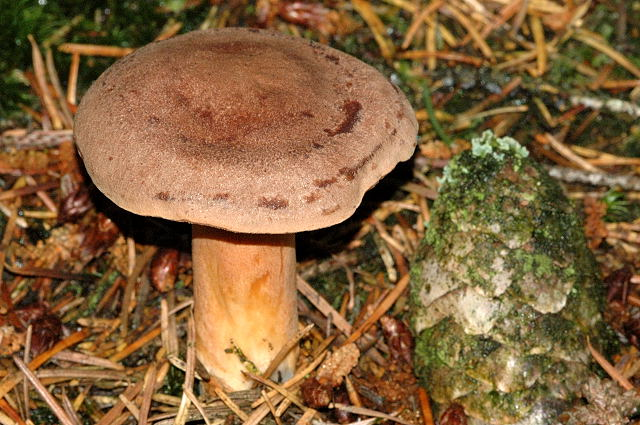
Lactarius fulvissimus
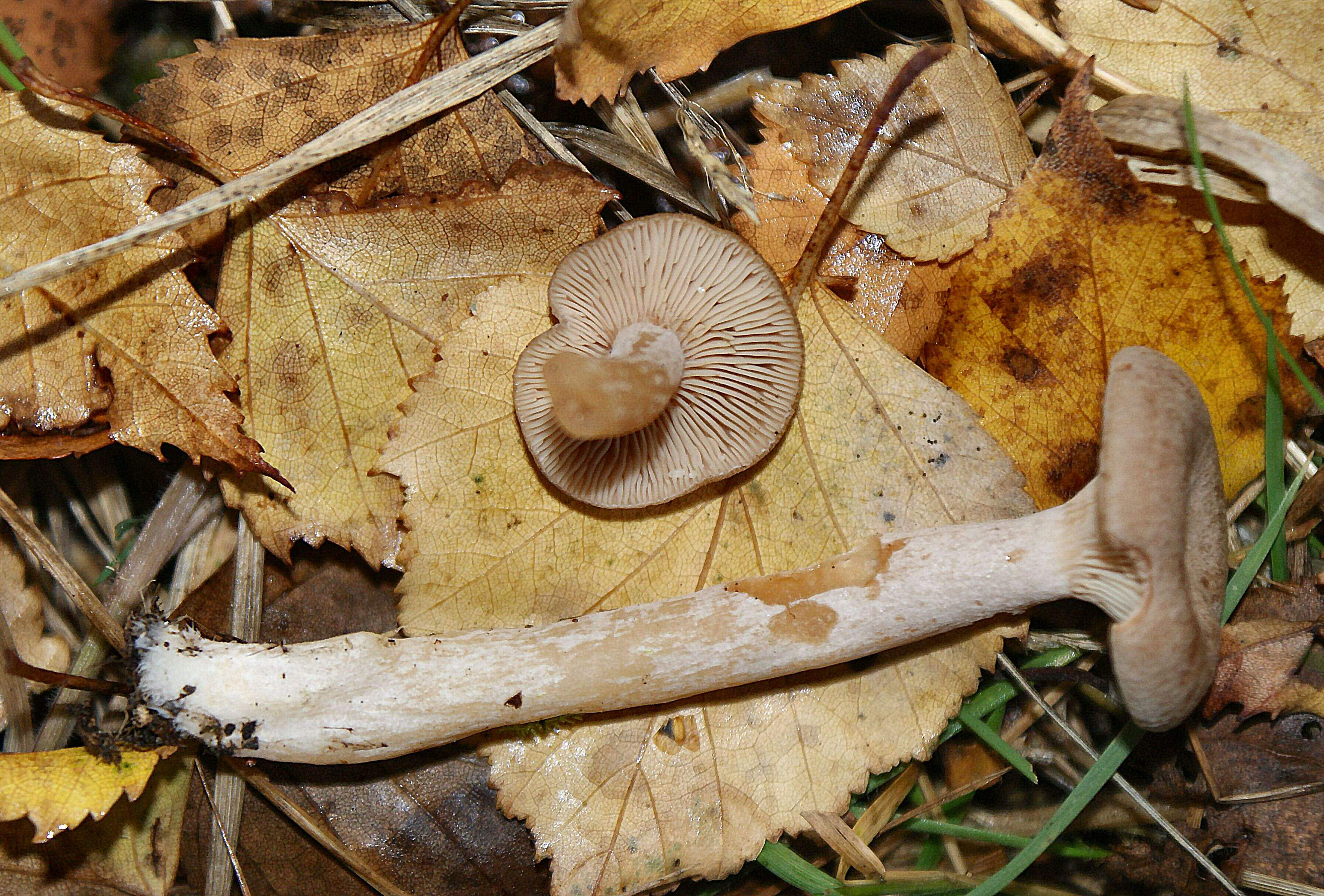
Lactarius glyciosmus
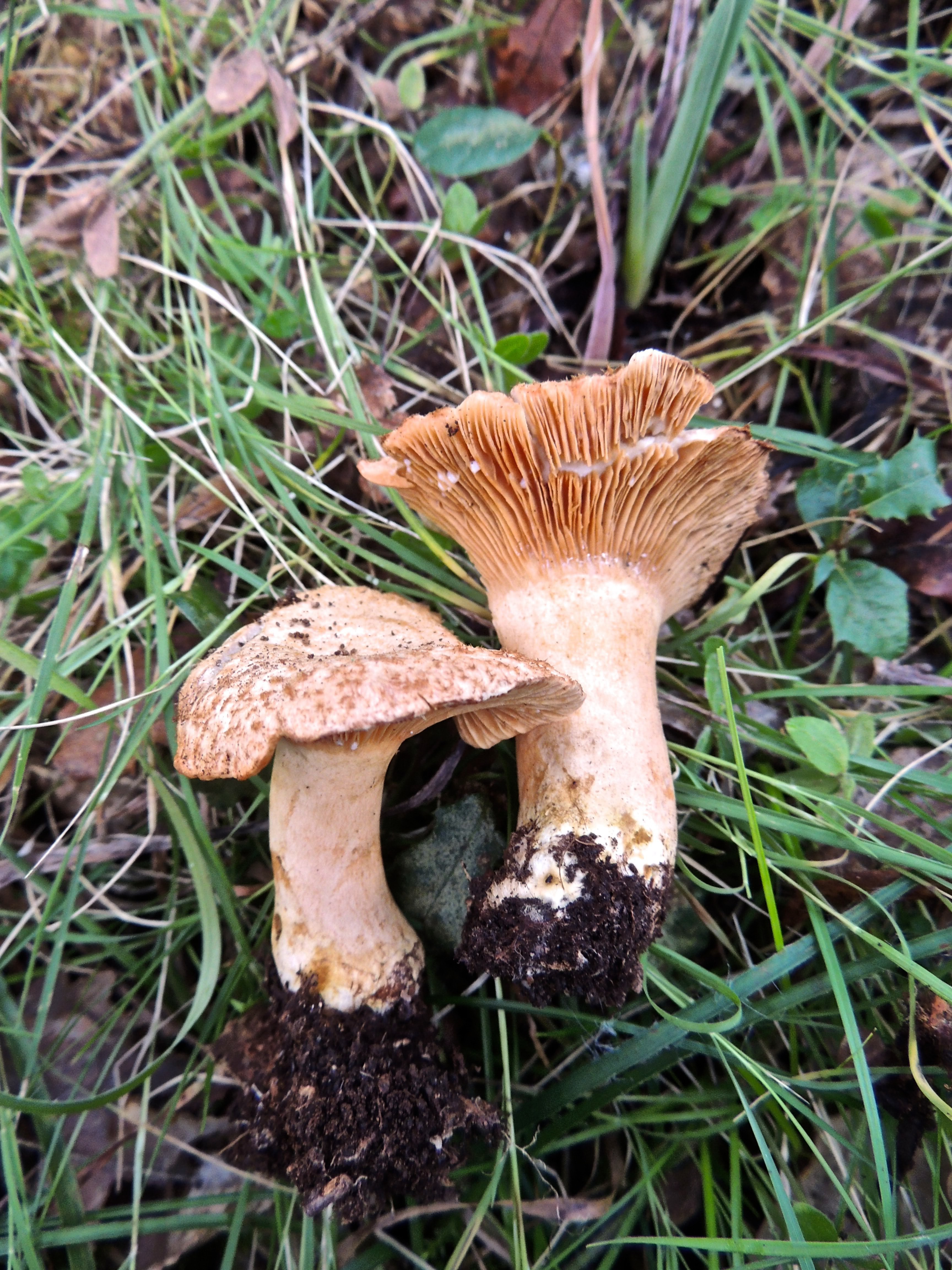
!!Lactarius mairei!!

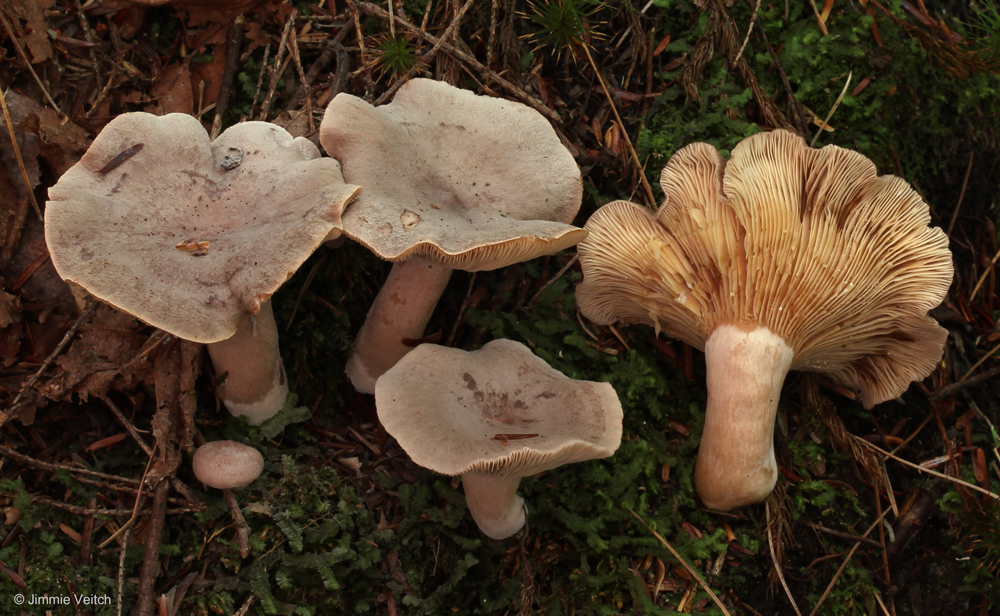
!Lactarius mammosus!
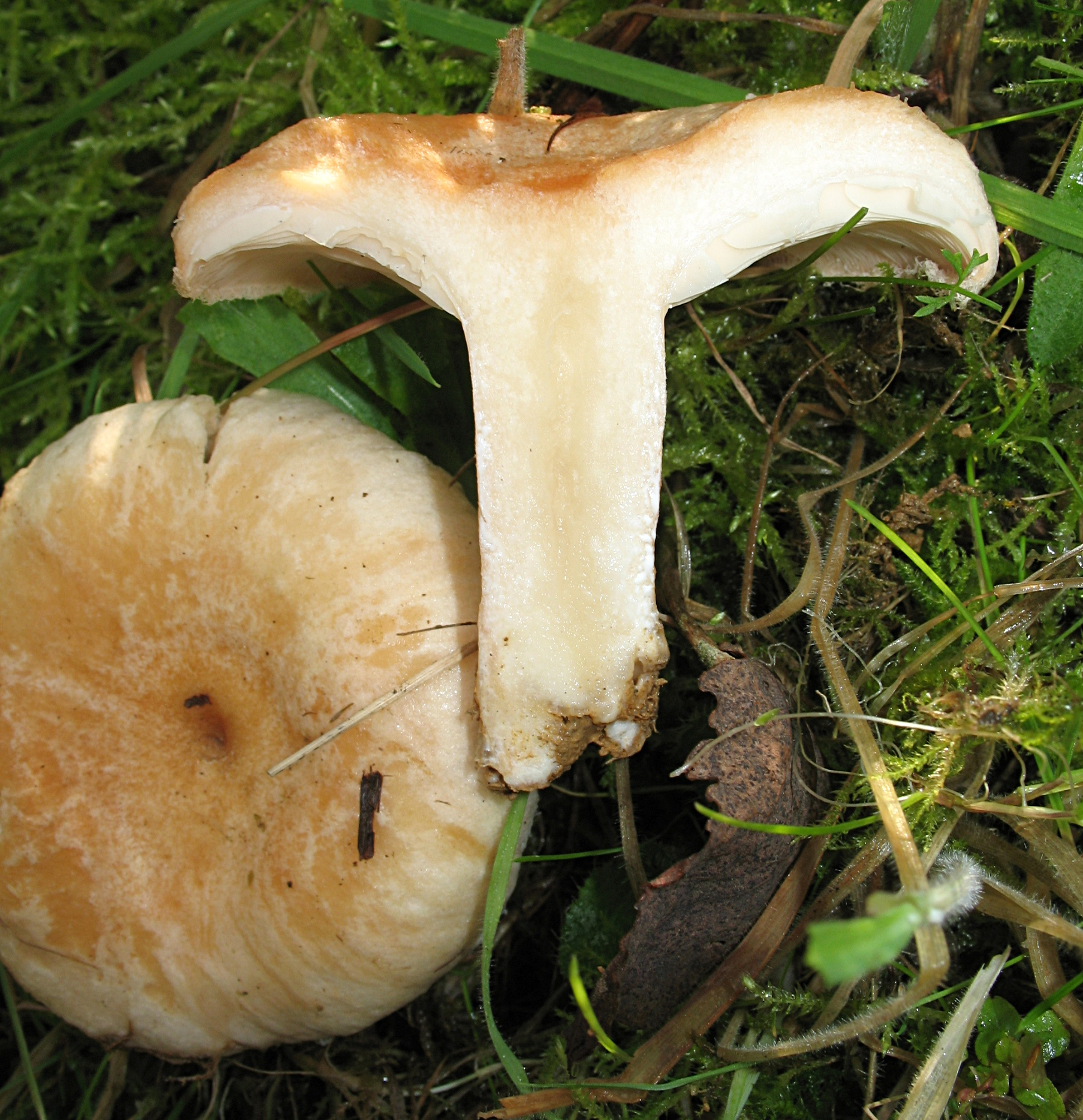
!!Lactarius pubescens!!
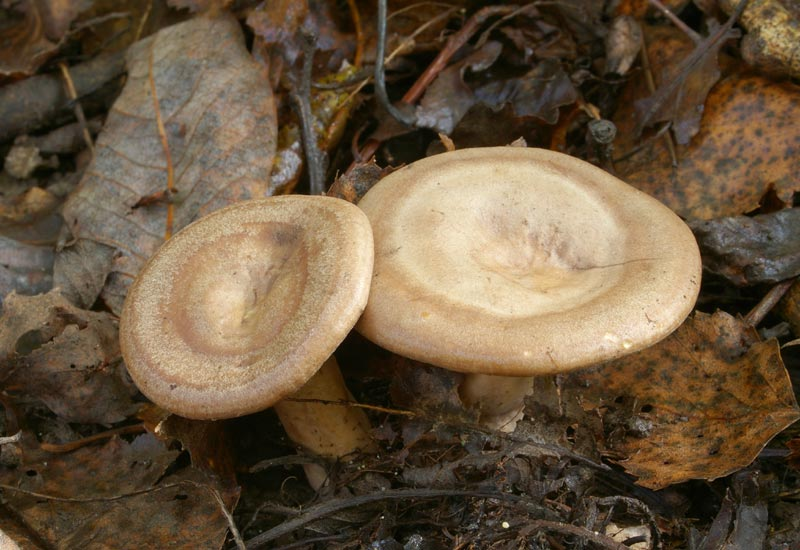
!Lactarius pyrogalus!
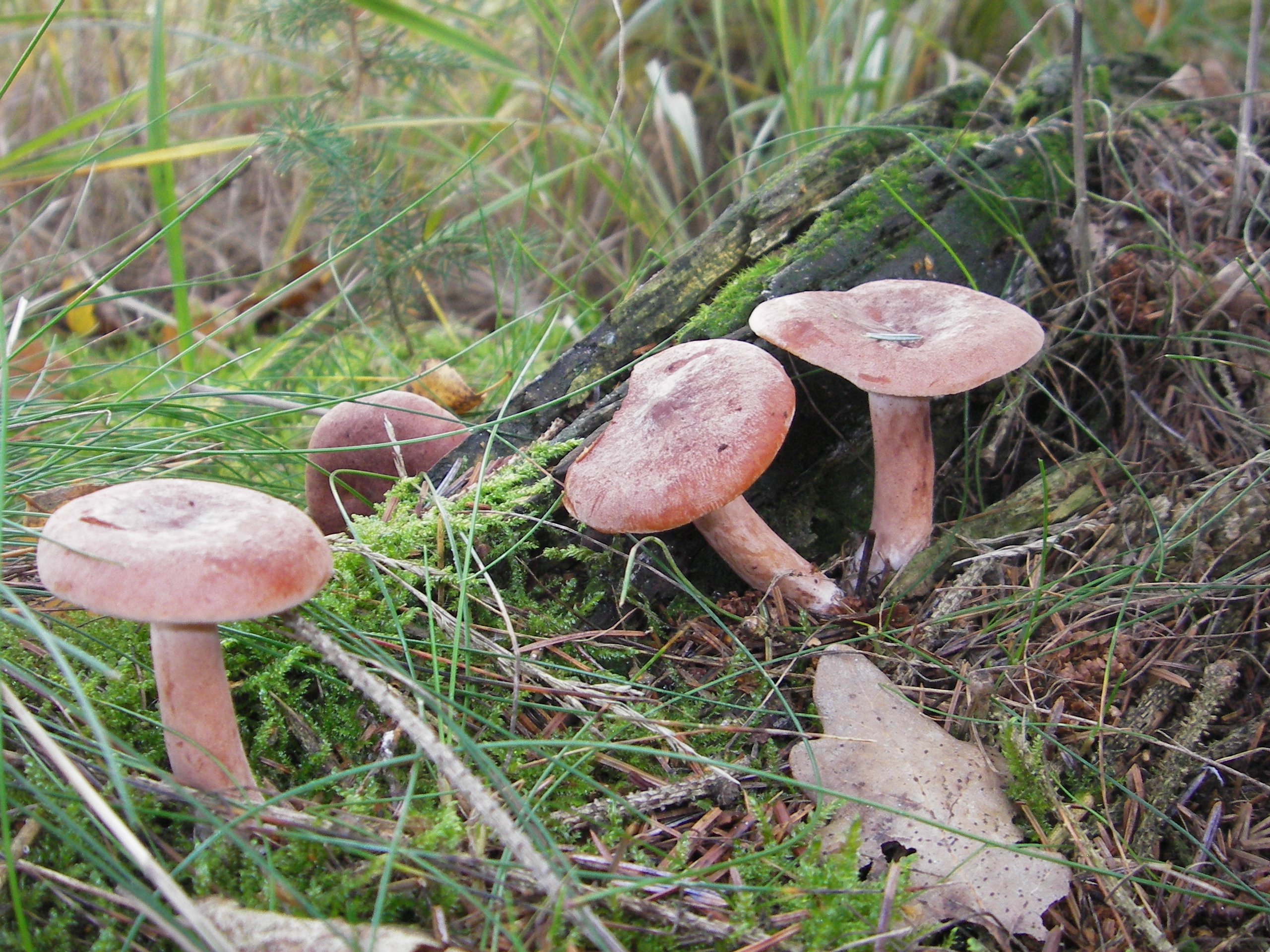
!Lactarius rufus!
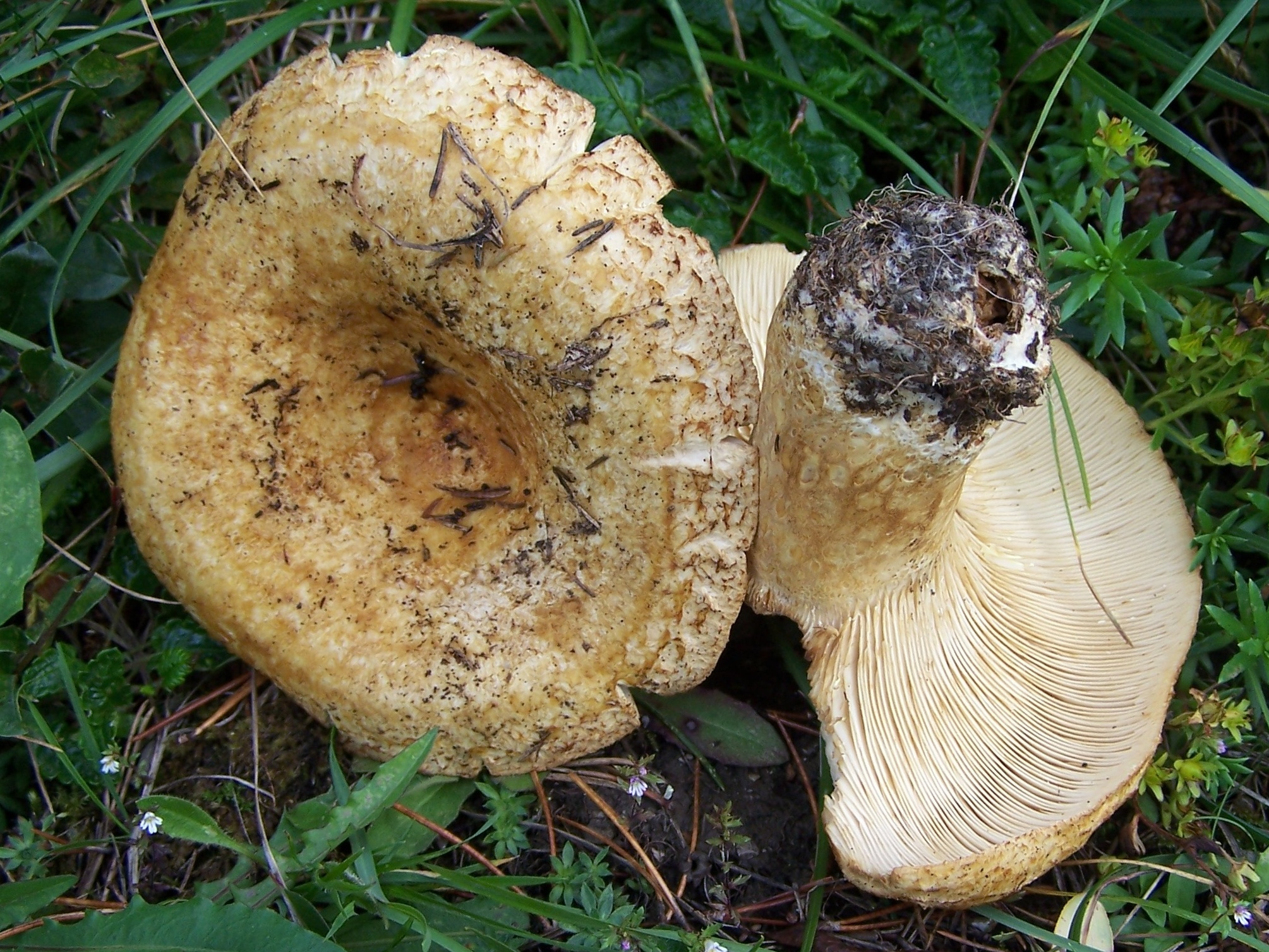
!!Lactarius scrobiculatus!!
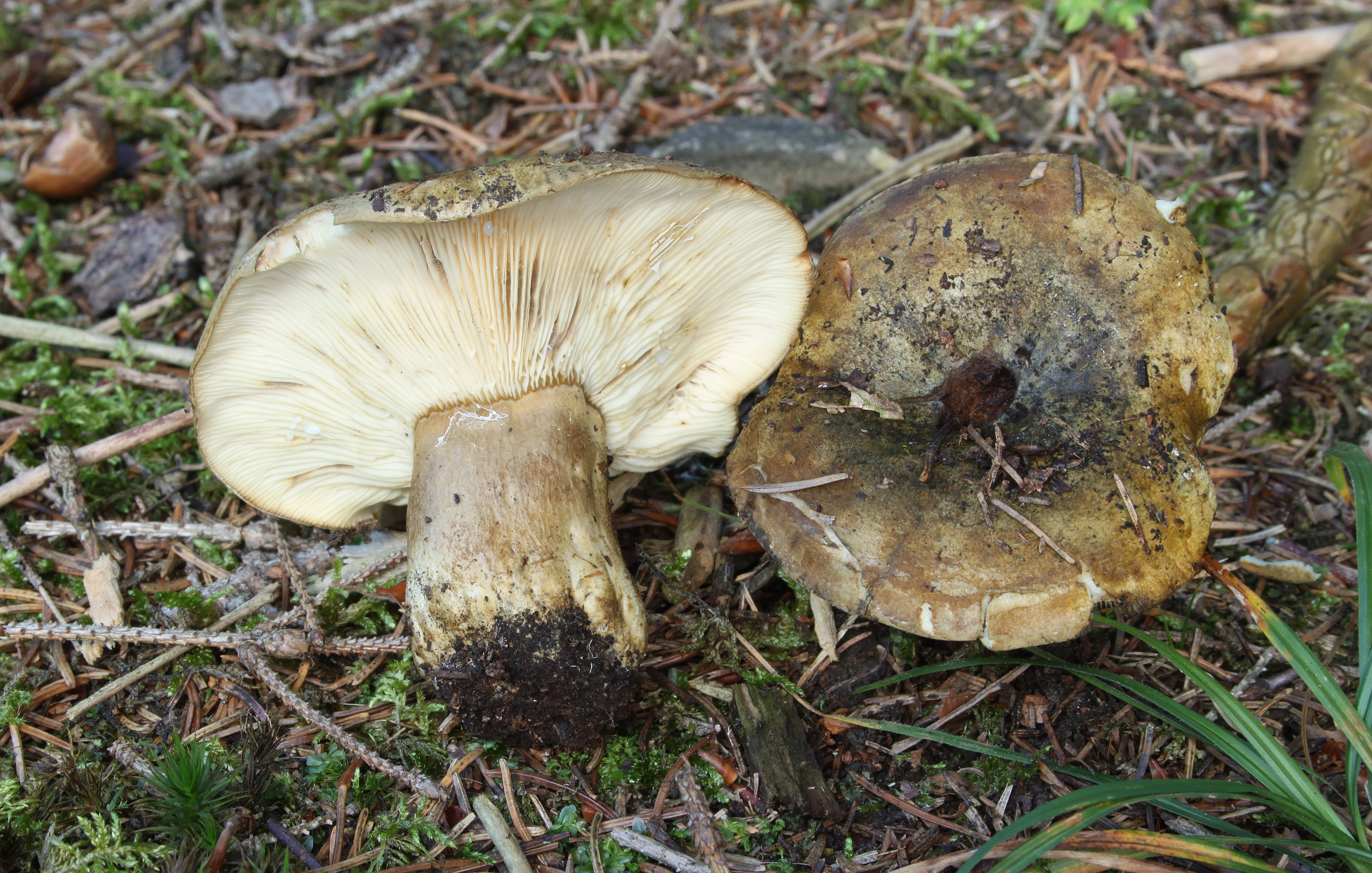
!!!Lactarius turpis!!!
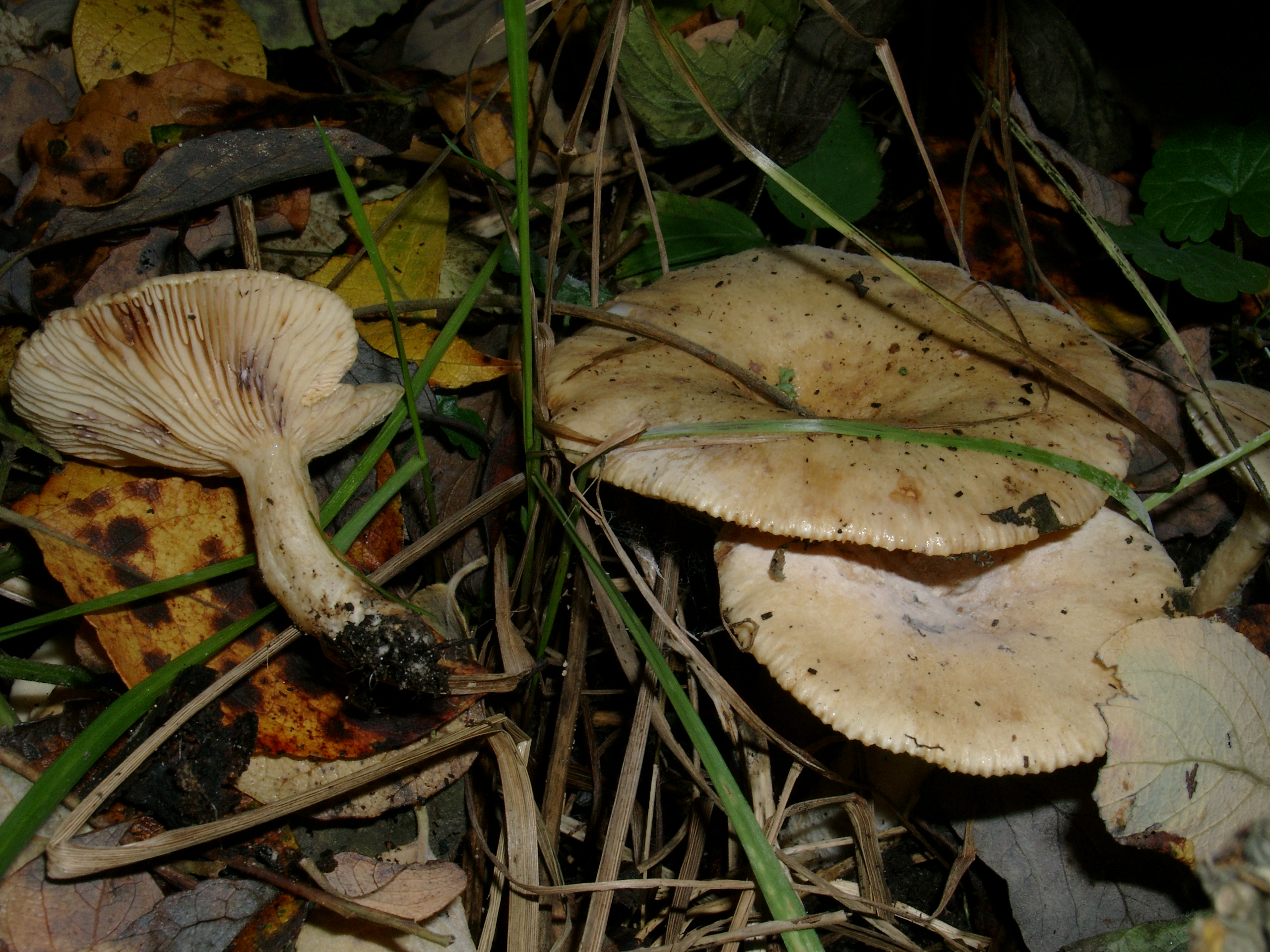
!Lactarius uvidus!
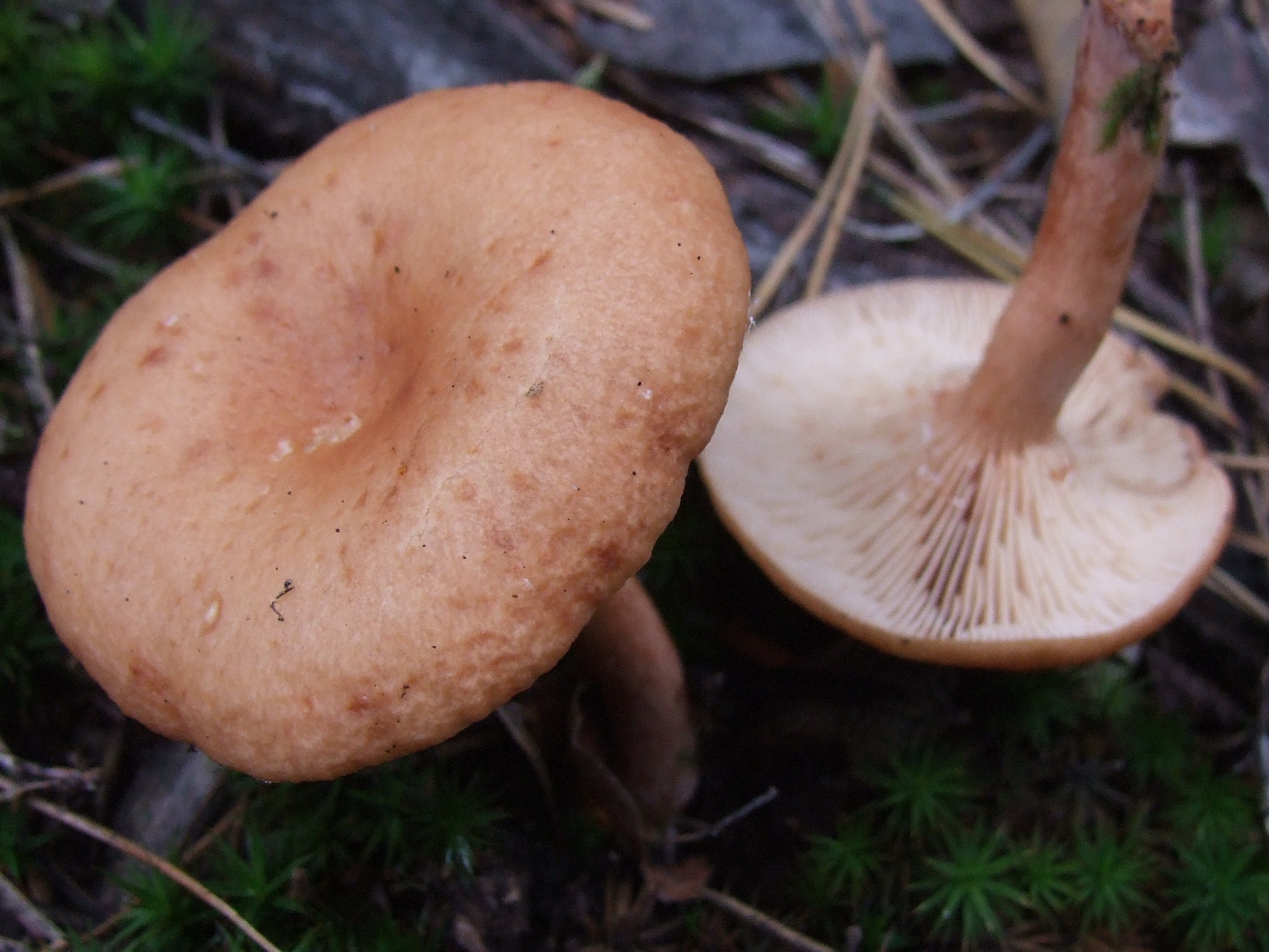
!Lactarius vietus!
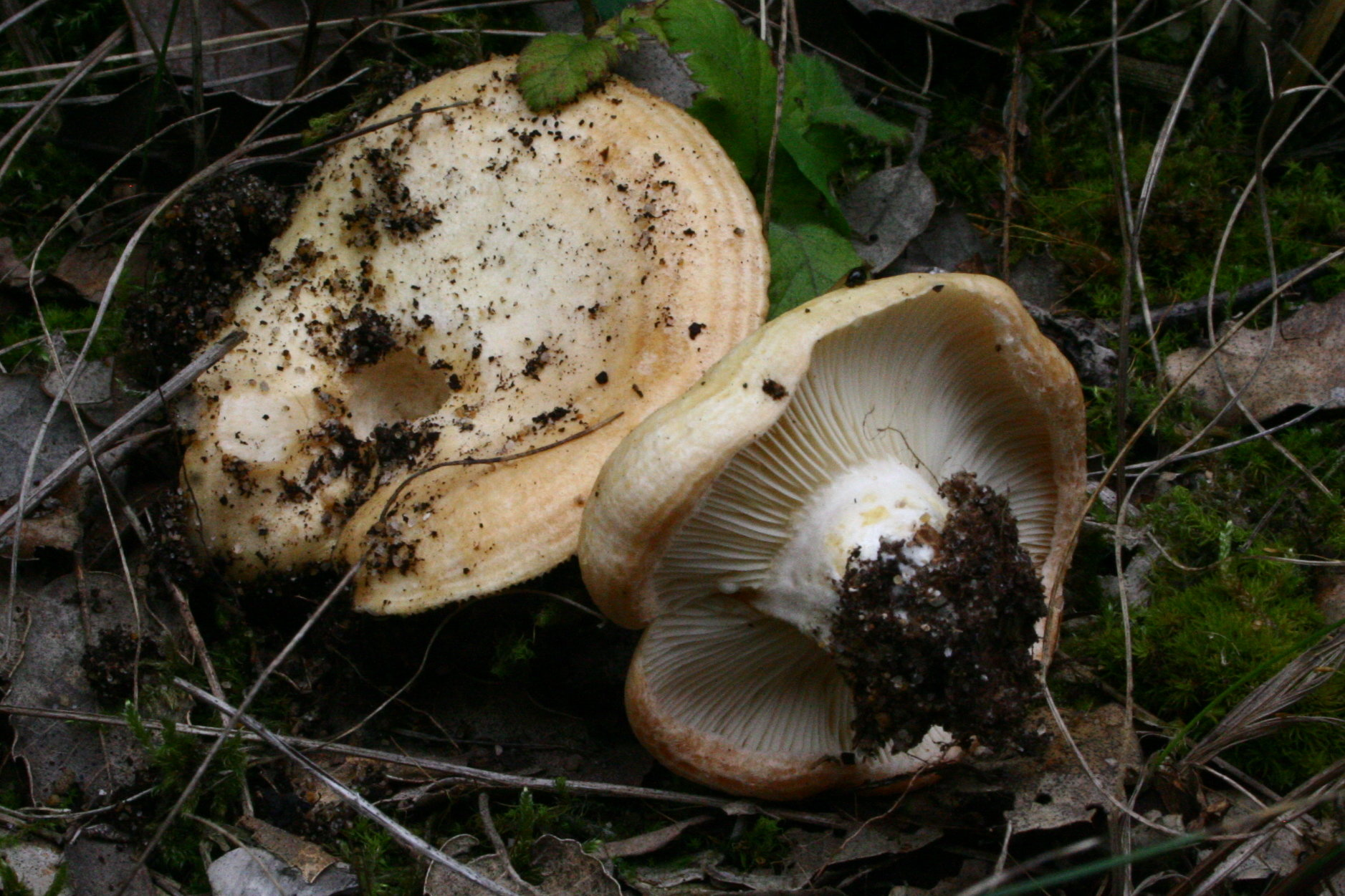
!Lactarius zonarius!

## Valorificare
Râșcovul verzui este din cauza gustului său dezgustător acru și extrem de iute în mod normal necomestibil. Realmente ciuperca este consumată în Scandinavia după însilozare și în Europa de Est (Polonia, Ucraina, Rusia) după mai multe fierberi.